# Paginula parca
Paginula parca és una espècie extinta de mamífer notoungulat de la família dels oldfieldthomàsids que visqué a Sud-amèrica durant l'Eocè, fa entre 38 i 56 milions d'anys. Se n'han trobat restes fòssils a la província argentina de Chubut. Es tracta de l'única espècie del gènere Paginula. El nom genèric Paginula significa ‘pagineta’.